# Amalia Domingo Soler

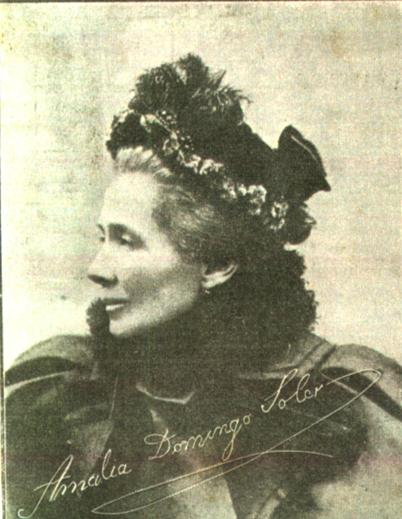
Amalia Domingo Soler, unbekanntes Datum

Amalia Domingo Soler (* 10. November 1835 in Sevilla; † 29. April 1909 in Barcelona) war eine spanische Schriftstellerin und Spiritistin, die mit verschiedenen Medien zusammenarbeitete und die so erhaltenen Mitteilungen veröffentlichte.

## Leben
Domingo Soler war das einzige Kind von Manuela Soler y Pinto und Juan Domingo. Der Vater verließ die Familie vor ihrer Geburt. Eine Krankheit ließ sie als Kind fast erblinden, aber ein Apotheker konnte sie heilen. Ihre Mutter brachte ihr im Alter von fünf Jahren das Lesen bei und weckte in ihr die Liebe zur Literatur.
Sie schrieb Beiträge für Zeitschriften wie das Museo literario und El Águila. Periódico instructivo y literario. Im Jahr 1860 starb ihre Mutter und eine schwierige Zeit begann. Sie war unverheiratet und ihre Beziehungen zur Familie ihres Vaters waren schwierig. Man riet ihr, eine Vernunftehe einzugehen oder ins Kloster zu gehen, aber sie lehnte diese Ideen ab. Ein Freund lud sie nach Teneriffa ein, wohin sie zog und wo sie zusammen mit Ángela Mazzini Bricala und anderen Dichterinnen ein Lobgedicht auf General Juan Prim für dessen Besuch auf der Insel schrieb. Sie blieb dort bis 1863, als sie nach Sevilla zurückkehrte. Sie beschloss, nach Madrid zu ziehen. Dort arbeitete sie mit Zeitschriften und Zeitungen wie El Correo de la Moda, Álbum de Señoritas, La Educanda und El álbum de las familias sowie mit Provinzmagazinen zusammen.
Die Themen, mit denen sie sich beschäftigte, waren zunächst allgemeine Themen, aber sie begann, sich über den Zugang von Frauen zu Bildung Gedanken zu machen und bestimmte gesellschaftliche Praktiken wie Leichtsinn oder der Drang, über die eigenen Verhältnisse zu leben, zu kritisieren. Sie begann auch, sich um die Ärmsten der Armen zu kümmern.
Eines Nachts hatte Domingo Soler eine Erscheinung ihrer verstorbenen Mutter. Die Vision veranlasste sie, zur Kirche zurückzukehren, und im Austausch mit dem homöopathischen Arzt Joaquín Hysern bekam sie Kontakt zum Spiritismus. Sie begann ihre Erfahrungen literarisch zu verarbeiten und ein erstes Gedicht erschien in der spiritistischen Zeitschrift La Revelación. Ein erster Artikel, El Espiritismo es la Verdad wurde 1872 in El Criterio, herausgegeben von Antonio Torres-Solanot, veröffentlicht. Ihre Artikel erregten in spiritistischen Kreisen Aufmerksamkeit, und sie schloss sich nach und nach der spanischen spiritistischen Bewegung an und besuchte Treffen in spiritistischen Häusern. Am 31. März 1875, dem als Jahrestag der Reinkarnation gefeierten Todestag von Allan Kardec, trug sie vor den Mitgliedern der Spanischen Spiritistischen Gesellschaft (Sociedad Espiritista Española) das Gedicht A la memoria de Allan Kardec vor.
Zusammen mit den Spiritisten in Murcia verbrachte sie vier Monate, um sich von einer Krankheit zu erholen. Sie wollte nicht allein vom Spiritismus leben und arbeitete weiterhin tagsüber und schrieb nachts. Im August 1876 zog sie auf Einladung des spiritistischen Zentrums La Buena Nueva und dessen Leiter Lluís Llach nach Barcelona, weil sie hoffte, in der katalanischen Hauptstadt bessere Arbeitsbedingungen vorzufinden.
Am 9. Mai 1879 erschien ihr in Barcelona der Mann, der ihr geistlicher Führer werden sollte: „Pater Germán“. Über das schlafwandlerische Medium „Eudaldo“ empfing sie mehrere Botschaften, von denen viele in dem Buch Memorias del padre Germán („Erinnerungen von Pater Germán“) gesammelt wurden, das ab dem 29. April 1880 in Teilen veröffentlicht wurde.
Am 22. Mai 1879 veröffentlichte Domingo Soler die erste Ausgabe der Zeitschrift La Luz del Porvenir, die sie selbst herausgab. Die erste Ausgabe enthielt den Artikel La idea de Dios („Die Idee Gottes“), der bei den Behörden angezeigt wurde, was dazu führte, dass die Zeitung für 42 Wochen eingestellt wurde. Um die Zensur zu umgehen, gab sie eine weitere Zeitschrift unter dem Namen El Eco de la Verdad heraus, bis die suspendierte Zeitschrift wieder in Umlauf gebracht werden konnte. Sie veröffentlichte insgesamt 26 Ausgaben. Amalia schrieb zudem für mehrere andere Zeitungen: La Idea de Dios, El Criterio, El Espiritismo, Gaceta de Cataluña, Revista de Estudios Psicológicos und La Revelación und hinterließ damit ein großes Vermächtnis für die spanische und weltweite Spiritualistenbewegung.
1891 schrieb Amalia ihre Memorias für die Zeit von 1835, dem Jahr ihrer Geburt, bis zum Jahr 1891; 1912 wurden sie von einem Medium vervollständigt.
Zwischen 1897 und 1899 schrieb sie ¡Te perdono! Memorias de un espíritu („Ich vergebe Dir! Memoiren eines Geistes“), in denen ein Geist durch das Medium Edualdo Pagés in der ersten Person seine verschiedenen Leben erzählt. Dieser Geist erinnert an Teresa von Ávila.
Sie starb 1909 und wurde auf dem Cementiri de Montjuïc in Barcelona in einer auf eigenen Wunsch säkularen Zeremonie beigesetzt.
Weitere Werke von wurden posthum veröffentlicht, unter anderem Cuentos espiritistas (1925).

## Werke (Auswahl)
- El Espiritismo refutando los errores del Catolicismo romano. Imprenta de Juan Torrens, Barcelona 1880.
- Memorias del padre Germán: comunicaciones obtenidas por el médium parlante del centro espiritista La Buena Nueva de la ex-villa de Gracia. Tipografía Juan Torrens y Coral, Barcelona 1900.
- Ramos de violetas (2 Bände). Carbonell y Esteva, Barcelona 1903 (wikisource).
- ¡Te perdono!: Memorias de un espíritu. Carbonell y Esteva, Barcelona 1904.
- Memorias de la insigne cantora del espiritismo. Maucci, Barcelona 1912.
- Consejos de ultratumba: historia de dos almas. Maucci, Barcelona o. D.
- Las grandes virtudes. Cuentos para niños. Maucci, Barcelona o. D.
- Cuentos espiritistas. Maucci, Barcelona 1925.
- Sus más hermosos escritos.  Maucci, Barcelona o. D.

## Weitere Literatur
- Antônio de Souza Lucen und Paulo Alves Godoy: Personagens do Espiritismo. Edições FEESP, São Paulo 1982.
- Amelina Correa Ramón: Librepensamiento y espiritismo en Amalia Domingo Soler, escritora sevillana del siglo XIX. In: Archivo hispalense: Revista histórica, literaria y artística. Band 83, Nr. 254, 2000, S. 75–102 (magazinemodernista.com).
- Amelina Correa Ramón: „Ce que dit la bouche d’ombre“: Amalia Domingo Soler y la revelación hispana de las sombras. In: Miguel Ángel García García, Ángela Olalla Real und Andrés Soria Olmedo (Hrsg.): La literatura no ha existido siempre: Teoría, historia e invención para Juan Carlos Rodríguez. Editorial Universidad de Granada, Granada 2015, ISBN 978-84-338-5760-6.
- Amelina Correa Ramón: Amalia Domingo Soler y el espiritismo de fin de siglo. Editorial Archivos Vola, Madrid 2021, ISBN 978-84-12-30147-2.